# 博罗沃伊 (科米共和国)
博罗沃伊（羅馬化：Borovoy）是俄罗斯科米共和国的市级镇，属乌赫塔市。
该地建于1956年，1975年成为市级镇。2021年有人口1,018人；2010年人口1,765；2002年人口1,916；1989年人口2,580。